# The Hollow Crown
The Hollow Crown è una miniserie televisiva britannica composta da quattro parti, trasmessa dal 30 giugno al 21 luglio 2012 sul canale BBC Two. Si tratta di un adattamento delle opere shakesperiane Riccardo II, Enrico IV, parte I, Enrico IV, parte II e Enrico V.
Un secondo ciclo della serie intitolato The Hollow Crown: The Wars of the Roses è stato trasmesso nel 2016.

## Personaggi e interpreti
Richard II
- Riccardo II d'Inghilterra, interpretato da Ben Whishaw.
- Enrico di Bolingbroke, interpretato da Rory Kinnear.
- Edmondo Plantageneto, I duca di York, interpretato da David Suchet.
- Conte di Northumberland, interpretato da David Morrissey.
- Duchessa di York, interpretata da Lindsay Duncan.
- Thomas Mowbray, duca di Norfolk interpretato da James Purefoy.
- Regina Isabella, interpretata da Clémence Poésy.
- Duca di Aumerle, interpretato da Tom Hughes.
- Giardiniere, interpretato da David Bradley.
- Giovanni Plantageneto, I duca di Lancaster, interpretato da Patrick Stewart.

Henry IV, Part 1
- Enrico IV d'Inghilterra, interpretato da Jeremy Irons.
- Falstaff, interpretato da Simon Russell Beale.
- Principe Hal, interpretato da Tom Hiddleston.
- Henry Percy, I conte di Northumberland, interpretato da Alun Armstrong.
- Hotspur, interpretato da Joe Armstrong.
- Poins, interpretato da David Dawson.
- Lady Kate Percy, interpretata da Michelle Dockery.
- Bardolph, interpretato da Tom Georgeson.
- Thomas Percy, I conte di Worcester, interpretato da David Hayman.
- Westmoreland, interpretato da James Laurenson.
- Mortimer, interpretato da Harry Lloyd.
- Doll Tearsheet, interpretata da Maxine Peake.
- Glendower, interpretato da Robert Pugh.
- Signora Quickly, interpretata da Julie Walters.

Henry IV, Part 2
- Enrico IV d'Inghilterra, interpretato da Jeremy Irons.
- Falstaff, interpretato da Simon Russell Beale.
- Principe Hal, interpretato da Tom Hiddleston.
- Henry Percy, I conte di Northumberland, interpretato da Alun Armstrong.
- Shallow, interpretato da David Bamber.
- Lady Northumberland, interpretata da Niamh Cusack.
- Poins, interpretato da David Dawson.
- Lady Kate Percy, interpretata da Michelle Dockery.
- Bardolph, interpretato da Tom Georgeson.
- Warwick, interpretato da Iain Glen.
- Arcivescovo di York, interpretato da Nicholas Jones.
- Westmoreland, interpretato da James Laurenson.
- Lord Capo della Giustizia, interpretato da Geoffrey Palmer.
- Doll Tearsheet, interpretata da Maxine Peake.
- Pistol, interpretato da Paul Ritter.
- Signora Quickly, interpretata da Julie Walters.

Henry V
- Enrico V d'Inghilterra, interpretato da Tom Hiddleston.
- Alice, interpretata da Geraldine Chaplin.
- Thomas Erpingham, interpretato da Paul Freeman.
- Bardolph, interpretato da Tom Georgeson.
- Duca di Borgogna, interpretato da Richard Griffiths.
- Duca di York, interpretato da Paterson Joseph.
- Westmoreland, interpretato da James Laurenson.
- Exeter, interpretato da Anton Lesser.
- Pistol, interpretato da Paul Ritter.
- Arcivescovo di Canterbury, interpretato da Malcolm Sinclair.
- Capitano Fluellen, interpretato da Owen Teale.
- Caterina di Valois, interpretata da Mélanie Thierry.
- Carlo VI di Francia, interpretato da Lambert Wilson.
- Signora Quickly, interpretata da Julie Walters.
- Il Coro, interpretato da John Hurt.

## Puntate
| nº | Puntata          | Prima TV UK    |
| -- | ---------------- | -------------- |
| 1  | Richard II       | 30 giugno 2012 |
| 2  | Henry IV, Part 1 | 7 luglio 2012  |
| 3  | Henry IV, Part 2 | 14 luglio 2012 |
| 4  | Henry V          | 21 luglio 2012 |

## Produzione
BBC programmò la messa in onda della miniserie come parte delle Olimpiadi culturali 2012, una celebrazione della cultura inglese in concomitanza delle Olimpiadi estive 2012. Sam Mendes firmò un contratto come produttore esecutivo per adattare la tetralogia shakesperiana (Riccardo II, Enrico IV, Parti I e II e Enrico V) nel settembre 2010. Si unirono a lui anche i produttori esecutivi Pippa Harris (che come Mendes rappresenta la Neal Street Productions), Gareth Neame (NBCUniversal) e Ben Stephenson (BBC).